# 電子天秤

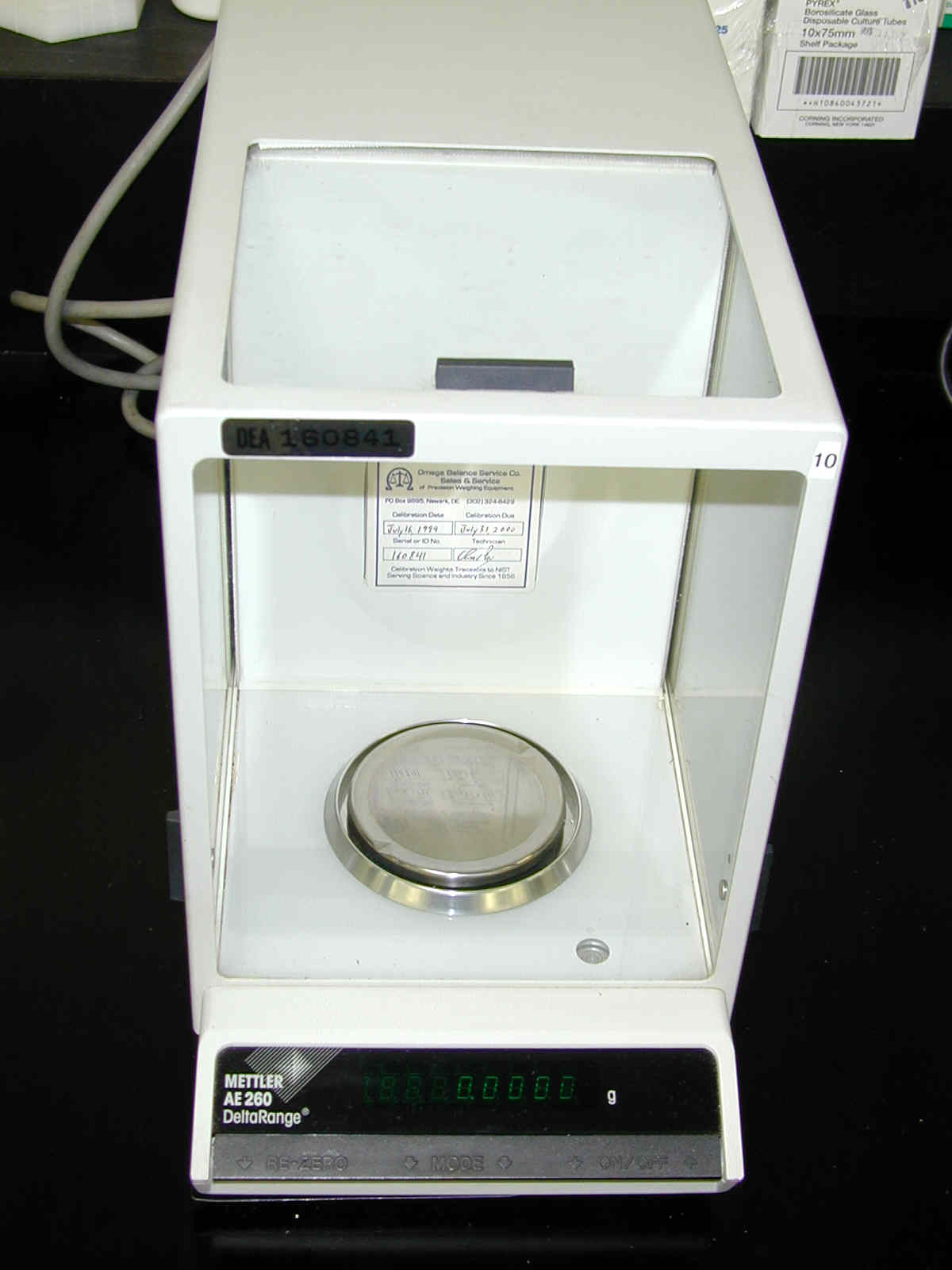
電子天秤

電子天秤（でんしてんびん、英語：electronic scale、electronic analytical scale）は質量を測定するはかりの一種であり、現在分析化学での質量測定はほとんど電子天秤によって行われている。
古典的な天秤または天秤ばかりは、てこを応用して力点または作用点の片方に測定したい試料を、他方には基準となる分銅を載せて、釣り合ったときの分銅の質量から試料の質量を求める計測器であった。電子天秤は雑多な操作を必要とせず、測定する物体を乗せるだけですぐに質量の数値が得られるなど、その操作性の良さから従来の上皿天秤や直示天秤に取って代わっていった。

## 原理
電子天秤にはロードセル式、電磁式、音叉式がある。
どの方法でも、あらかじめ標準分銅を測定して、正確な質量値を示すように校正しておく必要がある。地球上で測定場所が変われば重力加速度が変わるので、標準分銅の測定や校正表による校正（キャリブレーション）が必要となる。最近では装置に内蔵された分銅で自動校正を行う装置もある。
ロードセル式
力計式はかり。通常は長方形をした「起歪体」（きわいたい）と呼ばれるアルミ合金製の弾性体のブロックに歪みゲージが貼り付けられ、このロードセルと呼ばれるブロックの1辺を垂直に固定し、その対辺に試料皿を固定する。試料が重力に引かれる荷重がロードセルに歪み量を加え、その歪みを4頂点に付けた歪みゲージの抵抗変化を電気信号として測定して試料質量に換算する。低コストで小型化に向くため広範な利用が進んでいる。
電磁式
電磁はかり。磁石の周囲のコイルに流れる電流を調整することで棹に加わる力を変化させて釣り合わせる。棹の傾きをセンサーで検知して電流にフィードバックさせるようになっており、釣り合ったときのコイルの電流値から加えている力を算出して試料の質量を求める。ロードセル式に比べて機構が複雑になり小型化には向かないが、高精度な値を算出できる為分析用や産業用に使用される。
音叉式
音叉式力センサの周波数変化によって質量を計る。

## 誤差に影響を与える因子
電子天秤では様々なものが結果に影響を与える。
- 装置内部の温度：部品の熱膨張などを引き起こす。
- 湿度：乾燥している場合は帯電を引き起こす。

その他にも気圧、電源の電圧、振動、気流、装置が水平かどうかなども影響を与える。

## 主なメーカー
- エー・アンド・デイ
- 島津製作所
- メトラー・トレド
- ザルトリウス
- 寺岡精工
- イシダ
- JFEアドバンテック
- 大和製衡